# أكاديمية طويق
أكاديمية طويق هي مؤسسة تعليمية مقرّها مدينة الرياض، أعلن الاتحاد السعودي للأمن السيبراني والبرمجة و الدرونز عن تأسيسها في أغسطس 2019، وتتخذ من جامعة الأميرة نورة بنت عبد الرحمن مقرًا لها. تُعد الأكاديمية الأولى للتقنيات المتقدمة في المملكة العربية السعودية، من خلال تقديم مستوى عال من البرامج التدريبية على التقنية المتقدمة والمعسكرات في البرمجة، وهندسة البرمجيات، وعلوم البيانات، والأمن السيبراني.تسعى نحو تقليص الفجوة بين متطلبات سوق العمل، ومهارات الأفراد في مجالات تقنية المعلومات، بالتركيز على بناء القدرات، وتقديم خبرات جديدة، وتطوير المهارات. تعمل على تزويد سوق العمل بمحترفين رقميين يسعون للحصول على وظائف بمجال التقنية في الشركات.

## التاريخ
في 15 يوليو 2024م أعلنت أكاديمية طويق عن إطلاق هويتها الجديدة، وتعبر الهوية عن قمة جبل طويق، وتعكس الركائز الثلاث للأكاديمية: تعلّم بلا توقف، تعلّم مبني على احتياجات سوق العمل، تعلّم قائم على التطبيق العملي.

## شراكات إستراتيجية
قاد الاتحاد السعودي للأمن السيبراني والبرمجة والدرونز بعدة شراكات إستراتيجية ممثلة بأكاديمية طويق وجامعة الأميرة نورة بنت عبد الرحمن مع عدد من الشركات العالمية التقنية، وذلك بإنشاء أكاديميات متخصصة ومتقدمة في السعودية والتي ستلعب دورًا بارزًا في تلبية الطلب في السوق المحلي من الكوادر التقنية في مختلف المجالات على أعلى مستوى من التأهيل وبشهادات معتمدة، وقد أعلن عن عقد هذه الشراكات في حدث
#LaunchKSA وتمثل ذلك بعقد شراكات مع كل من أبل، سيسكو، أمازون لخدمات الويب، علي بابا كلاود، أوراكل، أي بي أم، مايكروسوفت، وشركة Offensive Security وشركة Trend Micro.
وقد أفتحت أولى الأكاديميات، أكاديمية مطوري أبل (Apple Developer Academy). وخصصت للنساء كمرحلة أولى، بهدف تمكين المرأة وزيادة معدلات توظيفها ومشاركتها في سوق العمل.
وفي لقاء لفيصل الخميسي -رئيس مجلس إدارة الاتحاد السعودي للأمن السيبراني والبرمجة و الدرونز-، على برنامج بودكاست فنجان، صرح فيه أن أحد الأهداف من هذه الشراكات هي إنشاء مراكز أبحاث إقليمية لتلك الشركات في السعودية.

## أكاديمية أبل للمطورين

شعار أكاديمية مطوري أبل

اختارت شركة “أبل”، العاصمة الرياض مقرًا لأكاديميتها أكاديمية مطوري آبل (Apple Developer Academy)، لتُصبح المملكة الأولى في منطقة الشرق الأوسط وشمال إفريقيا، في تأسيس هذه الأكاديمية التي ستُخصص في مرحلتها الأولى للمبرمجات والمطورات، دعمًا لجهود تمكين المرأة والإصلاحات الاجتماعية الضخمة لرؤية 2030.
في 25 يوليو 2022م أُعلن عن تنظيم معرض التوظيف والاستثمار بمقر أكاديمية أبل في الرياض بحضور أكثر من 60 شركة.

## البرامج

### طويق للناشئين
دورات تدريبية في البرمجة والتصميم والتقنيات الحديثة تهدف لمساعدة المتدربين الناشئين على اكتشاف اهتماماتهم التقنية.

#### مميزات ومتطلبات طويق للناشئين
- يستهدف الناشئين من عمر ٦ - ١٧ سنة.
- يقدم البرنامج باللغة العربية.
- أن يكون المتقدم سعودي الجنسية.
- الالتزام بالحضور الشخصي خلال فترة الدورة بمقر أكاديمية طويق.

### معسكرات طويق

#### معسكر طويق البرمجي
معكسرات برمجية، تستهدف الشباب وخريجي الجامعات لتعلم وإتقان مهارات برمجية متقدمة في فترة تتراوح بين عدة أسابيع إلى عدة أشهر.

### دورات طويق
دورات لتعليم مهارات تقنية في مدة قصيرة، مع تقديم شهادة بعدد ساعات التدريب.

### ويبينار طويق
لقاء تقني يتم بثه على منصات التواصل الإجتماعي التابعة للأكاديمية، يتناول مواضيع تقنية.

### لقاءات طويق Talk
لقاءات أسبوعية تحدث في مقر الأكاديمية بالرياض بشكل حضوري، تتناول نقاشات تقنية مع أبرز الخبراء في المجال.

## المنصات

### منصة سطر التعليمية

شعار منصة سطر التعليمية

أطلقت الأكاديمية منصة سطر -منصة طويق التعليمية سابقًا- تحت شعار «أول منصة عربية متخصصة في مجالات التقنية الحديثة باللغة العربية»، وهي منصة تعليمية إلكترونية تحوي دروسًا تفاعلية مُسجلة لعدة مجالات منها تطوير الويب، وتطوير تطبيقات الهواتف المحمولة.
تهدف المنصة إلى إثراء المحتوى العربي في مجال تعليم البرمجة والإختبارات والتحديات في مجال البرمجة.

#### المجالات
الويب
- تطوير تطبيقات الويب باستخدام لغة جافاسكربت عبر مكتبة رياكت وإطار إكسبريس جي اس.
- تطوير تطبيقات الويب باستخدام لغة بايثون عبر إطار عمل جانغو.
- تطوير تطبيقات الويب باستخدام لغة سي شارب من خلال إطار عمل ASP.Net.

تطبيقات الهواتف المحمولة
- تطوير تطبيقات هواتف أندرويد (Android) باستخدام لغة كوتلن.
- تطبيق تطبيقات هواتف أي أو أس (iOS) باستخدام لغة سويفت.
- تطوير تطبيقات الهواتف باستخدام إطار عمل فلاتر متعدد المنصات، عن طريق لغة دارت.

#### شهادات الإعتماد
توفر المنصة إمكانية التقديم لإجراء اختبارات من أجل الحصول على شهادة إعتماد وذلك من خلال منصة الإعتماد في سطر ويتم إضافة الشهادة إلى ملفاتهم الشخصية في المنصة.

### منصة كودرهب

شعار منصة التحديات البرمجية كودرهب

هي منصة مقدمة من الأتحاد السعودي للأمن السيبراني والبرمجة والدرونز بالتعاون مع الأكاديمية من خلال منصة سطر، تحت شعار «أول منصة عربية متخصصة في التحديات البرمجية» وتهدف إلى وضع تحديات برمجية تمكن المتدربين في المنصة من اختبار قدراتهم البرمجية ومستوى تعلمهم من خلال حل تحديات برمجية متعددة ومختلفة في مستوى الصعوبة، وعند حل التحديات يتم إضافة شارة إلى ملفاتهم الشخصية في المنصة.

### منصة الفعاليات السعودية

شعار منصة الفعاليات

بعد إنطلاق معسكر طويق 1000 أنشئت الأكاديمية منصة رسمية كوسيلة إعلان رسمية للفعاليات البرمجية والسيبرانية التي يوفرها الاتحاد السعودي للأمن السيبراني والبرمجة والدرونز بالشراكة مع أكاديمية طويق.

## المجتمعات التقنية
تهدف الأكاديمية إلى إنشاء مجتمعات تقنية من خلال منصة سطر التعليمية، والتي تسمح للأعضاء في الدخول في مجتمعات برمجية مُختلفة على تيليجرام، بحسب اللغة والمجال البرمجي للإستفسار وتبادل المعرفة والخبرة وحل المشاكل. ولدى المنصة أكثر من 10 آلاف عضو في مجتمعاتها.